# ア・ポブラ・デ・トリーベス

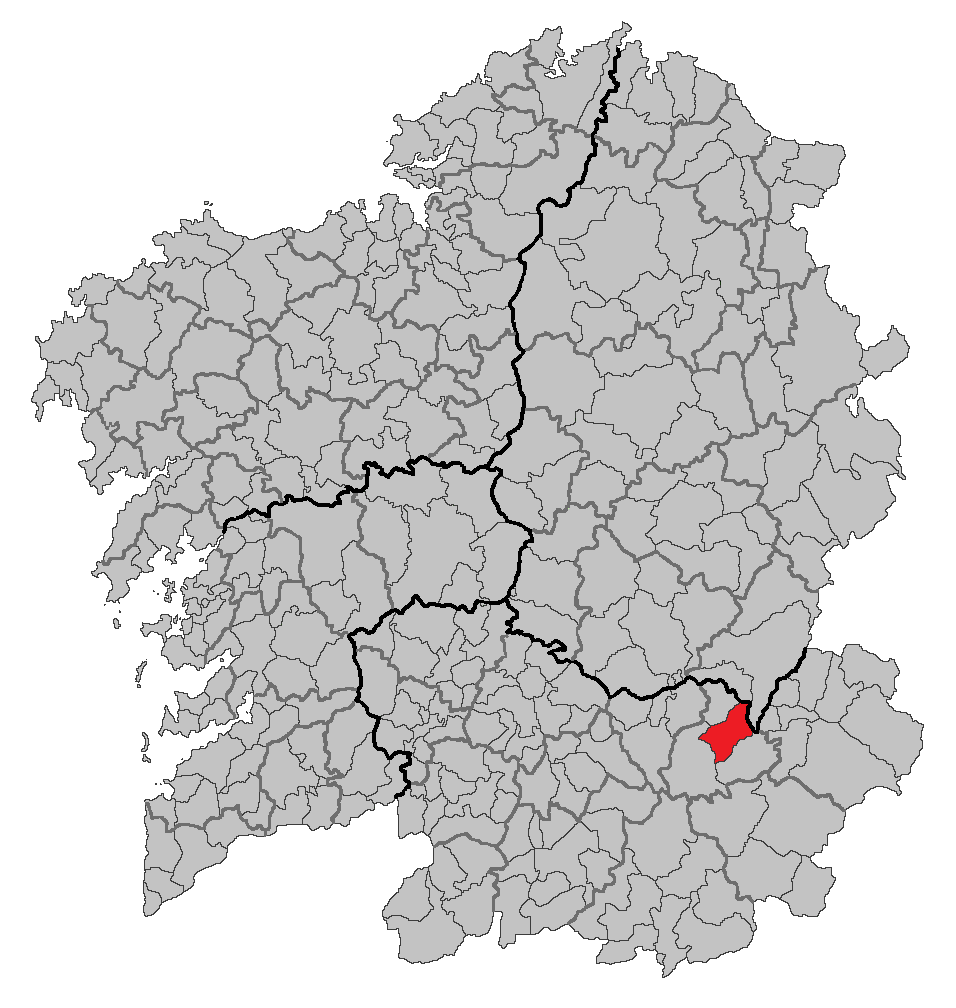
ガリシア州内の位置

ア・ポブラ・デ・トリーベス（A Pobra de Trives）は、スペイン、ガリシア州、オウレンセ県の自治体。コマルカ・ダ・テーラ・デ・トリーベスに属する。ガリシア統計局によると、2012年の人口は2,388人（2010年：2,511人、2009年：2,549人、2004年：2,721人）である。カスティーリャ語表記はPuebla de Trives（プエブラ・デ・トリーベス）。
ガリシア語話者の自治体住民に占める割合は95.04％2001年）。

## 地理
ア・ポブラ・デ・トリーベスはオウレンセ県の北東部に位置し、コマルカ・ダ・テーラ・デ・トリーベスに属する。北はリバス・デ・シル（ルーゴ県）と、東はキローガ（ルーゴ県）と、東から南にかけてはマンサネーダと、南から西にかけてはチャンドレーシャ・デ・ケイシャと、北西部はサン・ショアン・デ・リオと、西はモンテデラーモの各自治体と接する。自治体中心地区はア・ポブラ・デ・トリーベス教区のア・ポブラ・デ・トリーベス地区。
ア・ポブラ・デ・トリーベスはア・ポブラ・デ・トリーベス司法管轄区に属し、同管轄区の中心自治体である。

### 人口
| ア・ポブラ・デ・トリーベスの人口推移 1900－2010         |
|                                                         |
| 出典:INE（スペイン国立統計局）1900年 - 1991年、1996年 - |

## 経済
ア・ポブラ・デ・トリーベスの主要な産業は商業と観光業で、複合観光施設カベサ・グランデ・デ・マンサネーダと州内唯一のスキー場はよく知られている。ホテルも数多くあり、キャンプ場も整備されている。他にはクリの生産が盛んである。

## 政治
自治体首長はガリシア国民党（PPdeG）のルイス・アルバレス・ゴンサーレス（Luis Álvarez González）、自治体評議員はガリシア国民党：5、ATI（Agrupación Trivesa Independente）：4、ガリシア社会党（PSdeG-PSOE）：2となっている（2007年の自治体選挙の結果、得票順）。

## 教区
ア・ポブラ・デ・トリーベスは18の教区に分けられている。太字は自治体の中心地区のある教区。
- バリオ（サン・ショアン）
- オ・カストロ（サン・ニコラーオ）
- コタロス（サンティアーゴ）
- コバ（サンタ・マリーア）
- ア・エンコメンダ（サント・アントーニオ）
- メンドイア（ノサ・セニョーラ・ダ・コンセプシォン）
- ナベーア（サン・ミゲル）
- パレイサス（サント・アントーニオ）
- ペナ・フォレンチェ（サンタ・マリーア）
- ペナ・ペターダ（サント・エステーボ）
- ピニェイロ（サン・セバスティアン）
- ア・ポブラ・デ・トリーベス（サント・クリスト・ダ・ミセリコルディア）
- サン・ロウレンソ・デ・トリーベス（サン・ロウレンソ）
- サン・マメーデ・デ・トリーベス（サン・マメーデ）
- ソブラード（サン・サルバドール）
- ソモーサ（サン・ミゲル）
- トリーベス（サンタ・マリーア）
- ビラノーバ（サンタ・マリーア）
- シュンケイラ（サン・ペドロ）